# 127 godzin
127 godzin (ang. 127 Hours, 2010) – amerykańsko-brytyjski film biograficzny w reżyserii Danny’ego Boyle’a. W głównej roli wystąpił James Franco, który wciela się w prawdziwą postać alpinisty Arona Ralstona, który został uwięziony przez głaz w Robbers Roost w Canyonlands (Utah), na okres ponad pięciu dni. Film jest adaptacją powieści autobiograficznej „Between a Rock and a Hard Place".
Premiera filmu odbyła się 4 września 2010 roku, podczas Telluride Film Festival.

## Fabuła
W kwietniu 2003 r. alpinista Aron Ralston (James Franco) podróżuje po Utah, aż do czasu, gdy głaz spada na jego prawe przedramię, w wyniku czego zostaje uwięziony w kanionie. W ciągu najbliższych pięciu dni, Ralston ponownie analizuje błędy swego życia oraz walczy o przetrwanie. Przez 127 godzin walczy o życie, mając uwięzioną prawą rękę.

## Obsada
- James Franco jako Aron Ralston
- Amber Tamblyn jako Megan McBride, jedna z dwóch turystek spotkanych przed wypadkiem
- Kate Mara jako Kristi Moore, jedna z dwóch turystek spotkanych przed wypadkiem
- Clémence Poésy jako Rana, kochanka Ralstona
- Lizzy Caplan jako Sonja, siostra Ralstona
- Treat Williams jako ojciec Ralstona
- Kate Burton jako matka Ralstona

## Nagrody i nominacje
Oscary 2010
- nominacja: najlepszy film − Christian Colson, Danny Boyle i John Smithson
- nominacja: najlepszy scenariusz adaptowany − Danny Boyle i Simon Beaufoy
- nominacja: najlepszy aktor pierwszoplanowy − James Franco
- nominacja: najlepsza muzyka − A.R. Rahman
- nominacja: najlepsza piosenka If I Rise – Dido, Rollo Armstrong i A.R. Rahman
- nominacja: najlepszy montaż − Jon Harris

Złote Globy 2010
- nominacja: najlepszy scenariusz − Danny Boyle i Simon Beaufoy
- nominacja: najlepszy aktor w filmie dramatycznym − James Franco
- nominacja: najlepsza muzyka − A.R. Rahman

64. ceremonia wręczenia nagród Brytyjskiej Akademii Filmowej
- nominacja: najlepszy brytyjski film − Danny Boyle, Simon Beaufoy, Christian Colson i John Smithson
- nominacja: najlepszy reżyser − Danny Boyle
- nominacja: najlepszy scenariusz adaptowany − Danny Boyle i Simon Beaufoy
- nominacja: najlepszy aktor pierwszoplanowy − James Franco
- nominacja: najlepsza muzyka − A.R. Rahman
- nominacja: najlepsze zdjęcia − Anthony Dod Mantle i Enrique Chediak
- nominacja: najlepszy montaż − Jon Harris
- nominacja: najlepszy dźwięk − Glenn Freemantle, Ian Tapp, Richard Pryke, Steven C Laneri, Douglas Cameron

Nagroda Gildii Aktorów Filmowych 2010
- nominacja: najlepszy aktor pierwszoplanowy − James Franco

Independent Spirit Awards 2010
- nagroda: najlepsza główna rola męska − James Franco
- nominacja: najlepszy film niezależny − Christian Colson, Danny Boyle i John Smithson
- nominacja: najlepszy reżyser − Danny Boyle

Nagroda Satelita 2010
- nominacja: najlepszy film dramatyczny
- nominacja: najlepszy reżyser − Danny Boyle
- nominacja: najlepszy scenariusz adaptowany − Danny Boyle i Simon Beaufoy
- nominacja: najlepszy aktor w filmie dramatycznym − James Franco
- nominacja: najlepsza muzyka − A.R. Rahman
- nominacja: najlepsze zdjęcia − Enrique Chediak i Anthony Dod Mantle
- nominacja: najlepsza piosenka If I Rise – Dido, Rollo Armstrong i A.R. Rahman
- nominacja: najlepsze efekty specjalne − James Winnifrith, Adam Gascoyne i Tim Caplan
- nominacja: najlepszy dźwięk − Glenn Freemantle, Steven C. Laneri, Douglas Cameron, Ian Tapp i Richard Pryke